# روسیانا کانینگهام
روسیانا کانینگهام (Roseanna Cunningham) (متولد ۲۷ ژوئیه ۱۹۵۱)، یک سیاست‌مدار بازنشسته و عضو حزب ملی اسکاتلند است که از ۲۰۱۶ تا ۲۰۲۱ میلادی به عنوان وزیر محیط زیست، تغییرات اقلیمی و اصلاح زمین کار نمود. وی قبلاً از ۲۰۱۴ تا ۲۰۱۶ میلادی به عنوان وزیر کار، مهارت‌ها و آموزش منصفانه کار کرده بود.
وی از ۱۹۹۹ تا ۲۰۱۱ میلادی به عنوان نمایندهٔ حوزه انتخابیه پرت و از ۲۰۱۱ تا ۲۰۲۱ میلادی به عنوان نمایندهٔ حوزه انتخابیه پرت‌شایر جنوبی و کینروس-شایر در پارلمان اسکاتلند خدمت نمود. او قبلاً از ۱۹۹۵ تا ۱۹۹۷ به عنوان نمایندهٔ حوزه پرت و کینروس و بعداً از ۱۹۹۷ تا ۲۰۰۱ میلادی به عنوان نمایندهٔ حوزه انتخابیه پرت در مجلس نمایندگان بریتانیا خدمت نموده بود.

## دوران کودکی، آموزش و حرفه حقوقی
کانینگهام در ۲۷ ژوئیه ۱۹۵۱ از کاترین و هاگ کانینگهام در گلاسگو زاده شده و سال‌های اولیه زندگی خود را در لوتیان شرقی و ادینبرا گذراند. در ۱۹۶۰ میلادی، او همراه با خانواده‌اش به پرت در استرالیا مهاجرت نموده و آموزش خود را در دبیرستان جان کورتین در فریمنتل به اتمام رساند. وی زمانی که نوجوان بود، به سیاست علاقه‌مند شد و در ۱۹۶۹ میلادی به عنوان عضو خارجی به حزب ملی اسکاتلند پیوست. کانینگهام در ۱۹۷۵ میلادی مدرک لیسانس بی‌ای خود را در رشته علوم سیاسی از دانشگاه استرالیایی غربی به‌دست‌آورد. وی در سال ۱۹۷۶ به اسکاتلند بازگشت.
او از ۱۹۷۷ تا ۱۹۷۹ میلادی به عنوان دستیار پژوهش‌گر در مقر اصلی حزب ملی اسکاتلند خدمت می‌کرد و در جریان اوایل ۱۹۸۰ عضو گروه ۷۹ چپ‌گرا در درون حزب ملی اسکاتلند بود، اما وی به دلیل این‌که عضو کمیته رهبری نبود، اخراج نگردید. (برخلاف، رهبر آینده حزب ملی اسکاتلند به‌نام الیکس سموند که در گروه ۷۹ خدمت می‌نمود اخراج گردید، در حالی‌که مارگو مک‌دونالد به رسم اعتراض قبل از این‌که از حزب اخراج گردد، استعفا داد).
کانینگهام در ۱۹۸۰ میلادی دوباره به دانشگاه برگشت، در ۱۹۸۲ میلادی مدرک لیسانس خود را در رشته حقوق از دانشگاه ادینبرا کسب نموده و متعاقباً فوق لیسانس خود را در رشته حقوق در ۱۹۸۳ میلادی از دانشگاه آبردین به‌دست‌آورد. وی به عنوان وکیل در شورای شهرستان دامبرتون و شورای شهرستان گلاسگو کار کرد. پس از این‌که وی برای مدت کوتاهی به کارهای خصوصی می‌پرداخت، در ۱۹۹۰ میلادی در دانشکده وکلای دادگستری پذیرفته شد.

## حرفه سیاسی
کانینگهام در انتخابات سراسری ۱۹۹۲ از حوزه انتخابیه پرت و کینراس خود را نام‌زد انتخابات کرد، اما با تفاوت ۲٬۰۰۰ رأی بازنده شد.
در ۱۹۹۵ میلادی، او در انتخابات میان دوره‌ای از حوزه انتخابیه پرت و کینروس برنده انتخابات شد و به‌جای نمایندهٔ محافظه‌کار مجلس به‌نام سر نیکولاس فیربیرن که چندی قبل وفات نموده بود، وارد پارلمان شد. وی به دلیل رابطه‌ای کوتاه مدتی که در دهه ۱۹۷۰ میلادی با دونالد باین، شوهر نمایندهٔ مجلس به‌نام مارگاریت ایوینگ از حزب ملی اسکاتلند، داشت در نخست از طرف حزب ملی اسکاتلند به عنوان نام‌زد انتخاب نگردید، چون تصور می‌شد که افشای این مسئله می‌تواند باعث شرم‌ساری حزب گردد. کانینگهام گفت که این رابطه پس از این‌که این زوج از هم جدا شده بودند، آغاز گردیده بود. پس از مداخله رئیس حزب، الیکس سموند و بعد از این‌که ایوینگ واضح ساخت که او هیچ انتقادی نسبت به نام‌زد شدن کانینگهام ندارد، وی دوباره به فهرست نام‌زدان اضافه شد. و در انتخابات ۱۹۹۷ از حوزه انتخابیه پرت نام‌زد گردیده و برنده انتخابات شد.
وی در ۱۹۹۹ میلادی به عنوان نمایندهٔ پرت در مجلس نمایندگان اسکاتلند انتخاب گردیده و تا امروز از این حوزه انتخابیه در مجلس نمایندگان اسکاتلند نمایندگی می‌کند. وی در ۲۰۰۰ میلادی به عنوان معاون رهبری حزب ملی اسکاتلند انتخاب گردید. در جریان همان سال، او همچنین در تأسیس نشریه نقدنامه چپ‌گرای اسکاتلند (Scottish Left Review) همکاری کرد. وی در ۲۰۰۱ میلادی از نمایندگی در مجلس نمایندگان بریتانیا کنار رفت تا توجه خود را به پارلمان اسکاتلند متمرکز نماید.
جان سوینی در ۲۲ ژوئن ۲۰۰۴ استعفای خود از رهبری حزب ملی اسکاتلند را اعلام نمود و کانینگهام نیز در همان روز اعلام کرد که وی یکی از نامزدان در انتخابات رهبری حزب خواهد بود. در مراحل اولیه مبارزات انتخاباتی به‌طور واضح به نظر می‌رسید که وی پیشتاز است، اما رهبر قبلی حزب الیکس سموند درست قبل از پایان نام‌نویسی وارد مبارزات انتخاباتی برای پست رهبری گردید و کانینگهام با فاصله اندک در رده دوم قرار گرفت.
کانینگهام، علی‌رغم این‌که قبلاً در ۱۹۹۸ میلادی جایزه عضو پارلمانی سال را از مجله اسکاتس‌گی (هم‌جنس‌گرای اسکاتلندی) گرفته بود، اما وی در دسامبر ۲۰۰۶ تلاش نمود تا از دادن حق فرزندی‌گیری به زوج‌های هم‌جنس‌گرا جلوگیری نماید که ناموفق بود. زمانی که قانون ازدواج هم‌جنس‌گرایی در فوریه ۲۰۱۴ در اسکاتلند توسط پارلمان اسکاتلند به تصویب رسید، وی بر ضد این قانون رأی داد.
کانینگهام در نخستین معرفی کابینه حکومت حزب ملی اسکاتلند در فوریه ۲۰۰۹، به عنوان وزیر محیط زیست گماشته شد. در دسامبر ۲۰۱۰، وی همچنین مسئولیت وزارت تغییرات اقلیمی را بر عهده گرفته و از این‌رو وزیر محیط زیست و تغییرات اقلیمی شد. پس از انتخابات ۲۰۱۱ که شاهد پیروزی بزرگ حزب ملی اسکاتلند بود، وی به عنوان وزیر مصونیت اجتماعی و امور حقوقی گماشته شده و مسئولیت ویژهٔ مهار فرقه گرایی نیز به وی تعلق گرفت.
در نخستین تغییر کابینه نیکولا استورجن در نوامبر ۲۰۱۴، او به عنوان وزیر کابینه در امور کار عادلانه، مهارت‌ها و آموزش ترفیع داده شد.
وی در ۲۱ اوگست ۲۰۲۰ اعلام نمود که در انتخابات ۲۰۲۱ اسکاتلند از سمتش به عنوان نمایندهٔ مجلس اسکاتلند کنار خواهد رفت.